# Emanuel Schreiner
Emanuel Schreiner (Steyr, 2 febbraio 1989) è un calciatore austriaco, difensore dell'Union Weisskirchen.

## Palmarès

### Club

#### Competizioni nazionali
- Erste Liga: 1

Altach: 2013-2014
- Fußball-Regionalliga: 1

LASK Linz: 2010-2011